# Luis García Montero
Luis García Montero (Granada, 4 dicembre 1958) è un poeta spagnolo.
È inoltre professore di letteratura spagnola all'Università di Granada e membro della Academia de Buenas Letras de Granada.

## Biografia

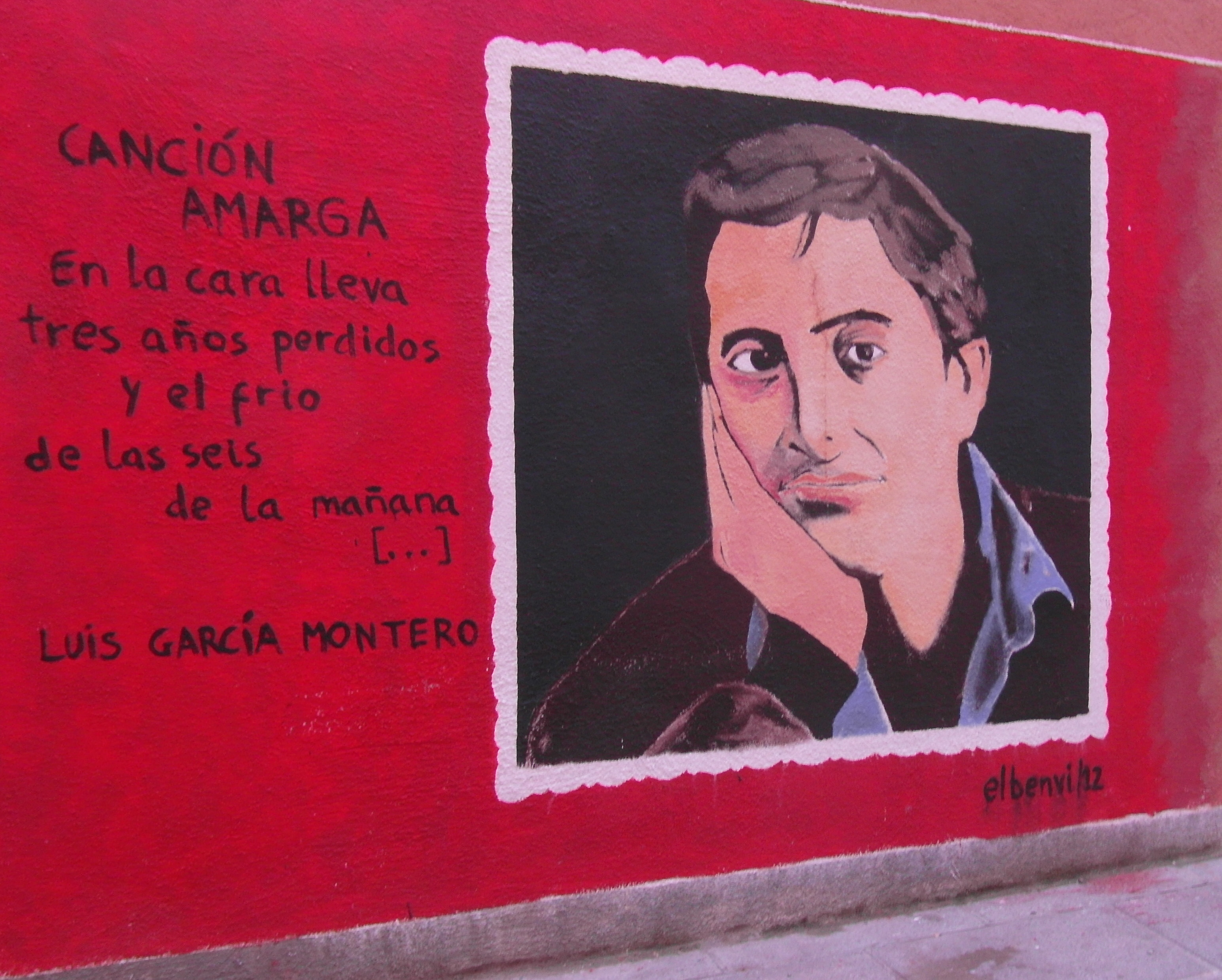
Murale di Luis García Montero, il pittore Benvi Parrilla.

Luis García Montero nacque a Granada nel 1958, figlio di Luis García López ed Elisa Montero Peña e frequentò il collegio dei padri Scolopi. Durante l'adolescenza si appassionò all'ippica e conobbe Blas de Otero.
Studiò filosofia e lettere all'Università di Granada, dove ebbe per professore Juan Carlos Rodríguez Gómez, teorico di letteratura sociale. Si laureò nel 1980 e, cinque anni dopo, ottenne il dottorato con una tesi su Rafael Alberti, La norma y los estilos en la poesía de Rafael Alberti. Sostenne con il poeta una grande relazione di amicizia e preparò l'edizione della Poesía Completa.
Inizia a lavorare come professore all'Università di Granada nel 1981. Riceve il Premio Adonáis nel 1982 per l'opera El jardín extranjero.
Partecipò al gruppo poetico de La otra sentimentalidad, corrente che prende il nome dal suo primo libro, pubblicato nel 1983, al quale parteciparono anche i poeti Javier Egea e Álvaro Salvador; la poetica del gruppo è riflessa soprattutto nell'opuscolo Manifiesto albertista (1982) di Luis García Montero e Javier Egea.
La sua tecnica personale si ampliò in quella che più tardi prese in nome di  Poesía de la experiencia  (poesia dell'esperienza) ed è caratterizzata dalla tendenza generale a diluire l'io specifico con l'esperienza collettiva ed allontanandosi dall'individualità stilistica. García Montero ed il suo gruppo si relazionarono con la tradizione poetica precedente, basandosi sui postulati di Luis Cernuda e Jaime Gil de Biedma e provarono ad unire l'estetica di Antonio Machado, senza dimenticare il surrealismo e le migliori immagini dei poeti del barocco spagnolo o di Juan Ramón Jiménez.
La caratteristica di Luis García Montero che più risalta è la narrazione storico-biografica dei suoi poemi, la struttura quasi teatrale, con un personaggio che racconta o vive la sua storia.
La sua poesia è caratterizzata da un linguaggio colloquiale e dalla riflessione su situazioni quotidiane, senza arrivare al limite del “realismo sucio” (realismo sporco) di autori quali Roger Wolfe.
Attualmente detiene una cattedra al dipartimento di Letteratura spagnola della Universidad de Granada e ha pubblicato le Rimas di Bécquer, tra gli altri lavori teorici.  Scrive inoltre saggi e articoli di opinione. Tra i riconoscimenti poetici che ha ottenuto, spiccano il premio Premio Federico García Lorca, il Premio Loewe, il Premio Adonáis di poesía ed il Premio Nacional de Poesía del quale fu insignito nel 1995, ed il Premio Nacional de la Crítica nel 2003. Dal 1994 ha vissuto con la scrittrice Almudena Grandes, deceduta nel 2021.
L'8 giugno 2007 fece da padrino alla IX Promoción de Licenciados en Humanidades de la Facultad de Humanidades di Albacete all'Università di Castilla-La Mancha.

## Poemi
- Y ahora ya eres dueño del Puente de Brooklyn, (1980), vincitore del Premio Federico García Lorca
- Tristia, in collaborazione con Álvaro Salvador, (1982)
- El jardín extranjero, vincitore del Premio Adonáis, (1983)
- Rimado de ciudad, 1983
- Égloga de dos rascacielos, (1984)
- En pie de paz, (1985)
- Seis poemas del mar (autógrafos), 1985
- Diario cómplice, (1987)
- Anuncios por palabras, (1988)
- Secreto de amistad, (1990)
- Las flores del frío, 1990.
- En otra edad, (1992)
- Fotografías veladas de la lluvia, (1993)
- Habitaciones separadas, (1994) vincitore del Premio Loewe e del Premio Nacional de Literatura
- Además, 1994
- Quedarse sin ciudad, 1994
- Casi cien poemas (1980-1996): antología, prologo di José Carlos Mainer, (1997)
- Completamente viernes, (1998)
- Antología personal, (2001)
- Poemas, 2001
- Antología poética, (2002)
- Poesía urbana (antología 1980-2002); studio e selezione di Laura Scarano, 2002
- La intimidad de la serpiente, (2003), vincitore del Premio Nacional de la Crítica
- Poesía (1980-2005); otto libri ordinati e riuniti, (2006)
- Infancia, 2006
- Vista cansada, (2008)

## Saggi ed articoli
- La otra sentimentalidad, insieme a Javier Egea e Álvaro Salvador, (1983)
- La norma y los estilos en la poesía de Rafael Alberti (1920-1939), (1986)
- Poesía, cuartel de invierno, (1988)
- Confesiones poéticas, (1993)
- La palabra de Ícaro (estudios literarios sobre García Lorca e Alberti), (1996)
- Lecciones de poesía para niños inquietos (illustrazioni di Juan Vida), (1999): il libro si dirige direttamente ad un lettore giovane e vuole mostrare in cosa consista la poesia.
- El sexto día: historia íntima de la poesía española, (2000)
- Gigante y extraño: las "Rimas" de Gustavo Adolfo Bécquer, (2001)
- Los dueños del vacío. La conciencia poética, entre la identidad y los vínculos, (2006)

## Altri libri
Ha pubblicato inoltre un libro di evocazioni narrative sulla sua infanzia intitolato Luna del sur, un romanzo insieme a Felipe Benítez Reyes Impares, fila 13 ed il racconto giovanile La mudanza de Adán.